# Silnice II/640
Silnice II/640 je silnice II. třídy v Brně. Je dlouhá 2,8 km a je převážně tvořena směrově dělenou výpadovkou, která je částí ulice Hradecké. Silnice II/640 začíná okružní křižovatkou ulic Žabovřeská – Hradecká – Dobrovského na hranici brněnských čtvrtí Žabovřesky a Královo Pole. Jako směrově nedělený dvoupruh vede severozápadním směrem a za úrovňovým křížením s ulici Královopolskou se na ni napojují rampy mimoúrovňové křižovatky Velkého městského okruhu. Dále pokračuje jako směrově dělená čtyřpruhová komunikace tvořící obchvat Králova Pole. Nachází se zde výjezd do Českého technologického parku, mimoúrovňová křižovatka s ulicí Purkyňovou a částečně mimoúrovňová křižovatka s Palackého třídou, u které silnice prochází cípem katastrálního území Medlánky. Na jižním okraji katastrálního území Řečkovice se mimoúrovňově napojuje na silnici I/43, která zde vede po Svitavské radiále.

## Vedení silnice

### Jihomoravský kraj, okres Brno-město
- Žabovřesky (křiž. I/42)
- Řečkovice (křiž. I/43)